# Bonaventura
Bonaventura je mužské jméno italského původu. Je odvozeno ze sousloví bona ventura – česky dobrý osud. Svátek slaví obvykle 15. července, který katolická církev zasvěcuje sv. Bonaventurovi. V České republice jde o jméno raritní, prakticky výhradně omezené na církevní prostředí a řeholní komunity. V českém občanském kalendáři jméno není uvedeno.

## V různých jazycích
- Italsky, německy: Bonaventura
- Polsky: Bonawentura
- Anglicky, francouzsky: Bonaventure
- Španělsky: Buenaventura

## Známí nositelé jména
- Bonaventura Pencroff – jedna z hlavních postav románu Tajuplný ostrov od Julese Verna
- svatý Bonaventura
- Bonaventura Cavalieri – matematik
- Buenaventura Durruti – vůdce španělských anarchistů
- Ferdinand Bonaventura Kinský – český šlechtic
- Josef Bonaventura Piter – český benediktinský kněz
- Karel Bonaventura Buquoy de Longueval, císařský vojevůdce 1571–1621
- Jan Bonaventura – český filmový a televizní režisér
- Zdeněk Bonaventura Bouše – český františkán a teolog
- Fanny Buenaventura – kolumbijská zpěvačka a herečka vystupující pod uměleckým jménem Fanny Lú
- páter Bonaventura z Kolína (?–1661) – kapucínský reformátor (působil např. ve Fulneku), ničitel protestantských knih